# Howth

Howth (Gaélico Irlandês: Beann Éadair) é uma área residencial do Condado de Fingal (antes, Condado de Dublin) na República da Irlanda.
Era originalmente um aldeia de pescadores e forma actualmente um dos terminais norte da rede do sistema caminhos de ferro de alta velocidade suburbanos DART. Entre os seus locais mais famosos encontra-se o apresentador de televisão Gay Byrne. No passado, Howth ficava frequentemente isolada no mar em consequência de tempestades e marés vivas.
Junto à costa existe uma pequena ilha, Ireland's Eye. Actualmente é uma reserva natural, devido às aves que aí residem.
É muito procurada por pescadores amadores.